# Rafael de Balbín Lucas
Rafael de Balbín Lucas (Alcañices, 5 de marzo de 1910 - Madrid, 27 de enero de 1978), fue un catedrático universitario y escritor español en lengua castellana, especialista en la obra de Gustavo Adolfo Bécquer.

## Trayectoria
De familia hidalga asturiana, 
originaria de Villaviciosa, fue un poeta y, sobre todo, un filólogo de influencia a mediados del siglo XX en España. Se licenció en Derecho por la Universidad de Valencia y en Filosofía y Letras por la Universidad de Zaragoza, fue catedrático de Instituto de Enseñanza Media (1940), de Lengua y Literatura españolas en la Universidad de Oviedo (1943) y de Gramática general y de Crítica literaria en la Universidad Central de Madrid (desde 1948). Fue, primer secretario y después director, del Instituto Cervantes del Consejo Superior de Investigaciones Científicas.

## Obras

### Ensayo
- Edición nacional de las obras completas de Menéndez Pelayo (65 volúmenes, Madrid, 1941-1958)
- Obras de Anastasio Pantaleón de Ribera (Madrid, 1944)
- El arte poético en romance castellano (con Miguel Sánchez de Lima, Madrid, 1944)
- Poetas modernos (Siglos XVIII y XIX), (con Lluís Guarner, Madrid, 1952)
- Sistema de rítmica castellana (Madrid, 1962)
- Atlas lingüístico de la Península ibérica I. Fonética 1 (Madrid, 1962)
- Poesía castellana contemporánea (Madrid, 1965)
- Gramática de la lengua vulgar de España: Lovaina 1559 (con Antonio Roldán, Madrid, 1966)
- Poética becqueriana (Madrid, 1969)

### Poesía
- Romances de cruzada  (Valladolid, 1941)
- Días con Dios (Ediciones Rialp, 1951)
- En busca de la mañana (Madrid, 1965)
- Sacrificio y alegría (Madrid, 1973)